# Mr. Marcus
Mr. Marcus és el nom artístic de Jesse Spencer (Pomona, Califòrnia, 4 de setembre de 1970), un actor pornogràfic nord-americà. L'any 2012 va estar involucrat en un cas de sífilis ocorregut a Califòrnia. Abans del seu ingrés en la indústria del porno, Mr. Marcus va treballar com a conductor de camions. Va començar la seva trajectòria en el món del porno l'any 1994. Es pare de dos fills.

## Premis i nominacions
- 1998 Premis XRCO - Male Performer of the Year[1]
- 1999 AVN Award – Best Group Sex Scene, Film (The Masseuse 3)[2]
- 2001 Premis XRCO – Best Threeway Sex Scene (Up Your Ass 18)[1]
- 2003 AVN Award – Best Supporting Actor, Film (Paradise Lost)[2]
- 2006 XRCO Hall of Fame inductee[3][4]
- 2009 AVN Hall of Fame inductee[5]
- 2009 AVN Award – Best Couples Sex Scene (Cry Wolf)[6]
- 2009 Urban X Award – Crossover Male[7]
- 2009 Urban X Award – Male Performer of the Year[7]
- 2010 AVN Award – Best Double Penetration Sex Scene (Bobbi Starr & Dana DeArmond's Insatiable Voyage)[8]